# Corinne Stoddard
Corinne Stoddard (Seattle, 15 augustus 2001) is een Amerikaans shorttrackster. Ze nam deel aan de Olympische Winterspelen 2022 in Peking, China.

## Biografie
Stoddard nam in 2019 deel aan de wereldkampioenschappen junioren inline, waar ze een gouden medaille won in de eliminatierace. Tijdens de Wereldbeker shorttrack 2019/2020 won ze op de relay een bronzen medaille in Shanghai samen met Maame Biney, Kristen Santos en Julie Letai. Het was de eerste Amerikaanse medaille in de werelbeker in acht jaar tijd..
Stoddard nam deel aan de Wereldkampioenschappen shorttrack junioren 2020, waar ze een zilveren medaille won op de 1000 meter en een bronzen medaille op de 500 meter. Ook nam ze voor de Verenigde Staten deel aan de Olympische Winterspelen 2022 in Peking, China. Tijdens de 500 meter liep Stoddard een gebroken neus op. In het volgende jaar nam ze deel aan Viercontinentenkampioenschappen shorttrack 2023 waar ze een gouden medaille won op de 2000 meter gemixte relay em een bronzen medaille op de 3000 meter relay. Op de Wereldkampioenschappen shorttrack 2024 in Rotterdam won Stoddard drie medailles, een zilveren medaille op de 3000 meter relay, twee bronzen medailles op de 1500 meter relay en de 2000 meter gemixte relay. Samen met Kristen Santos-Griswold was ze de eerste Amerikaanse die een medaille won op een Wereldkampioenschappen shorttrack sinds J. R. Celski in 2014 en de eerste Amerikaanse vrouw die een medaille won na Lana Gehring in 2012.